# 甘國臻
甘國臻教授(Prof Dr Kerry John KENNEDY)是亞太地區著名的教授，專長於課程理論、課程政策及公民教育。他現時於香港教育學院的課程及教學系擔任系主任及首席講師。

## 生平
甘國臻在澳洲出生及長大。他在新南威爾士大學取得他的文學士、教育文憑及教育碩士的學位。其後前往美國進修，並在史丹福大學取得文學碩士及哲學博士資格。之後他回到澳洲工作，並曾於多家大學任職。與此同時，他亦積極參與亞太地區內有關課程發展及公民教育的研討會。他曾任南昆士蘭大學教育學院院長，離開澳洲往香港赴任之前，他是坎培拉大學的學術副校長。他在2000年前往香港出任課程及教學系擔任系主任及首席講師。

## 外部連結
- 香港教育學院課程及教學系官方網頁
- Celebrating Student Achievement, 2/e[永久]